# Коновалов, Алексей Васильевич
Алексей Васильевич Коновалов (7 февраля 1905, село Вязовый Гай, Самарская губерния, Российская империя — 13 ноября 1994, Москва) — начальник Люблинского литейно-механического завода Министерства путей сообщения СССР (Москва), Герой Социалистического Труда.

## Биография
Родился в селе Вязовый Гай Воздвиженской волости Николаевского уезда Самарской губернии (в настоящее время — в Красноармейском районе Самарской области) в семье крестьян. В 1914 году вместе с семьёй переехал в Самару. С 9 лет помогал отцу, занимавшемуся в городе ломовым извозом, с 12 лет начал продавать газеты. С 1918 по 1924 год учился в низшем техническом училище Самаро-Златоустовской железной дороги, по окончании которого получил должность паровозного мастера. В 1928 году был избран в городской Совета рабочих, крестьянских, казачьих и красноармейских депутатов.
Высшее образование получил в Московском механико-машиностроительном институте имени Н. Э. Баумана. По окончании вуза вернулся в Самару и поступил на только что построенный Самарский железнодорожно-ремонтный завод («Сажерез», Куйбышевский завод запасных частей) на разъезде Безымянка. Через пять лет, в 1940 году, переведён главным инженером на Люблинский литейно-механического завод в пригороде Москвы. В июне 1941 года Коновалов был назначен начальником завода и оставался в этой должности следующие 27 лет.
После начала Великой Отечественной войны в августе 1941 года началась эвакуация завода. К декабрю того же года, без прекращения производственного цикла, большая часть оборудования была доставлена в Куйбышев (в настоящее время — Самара) на площади Куйбышевского завода запасных частей, который на некоторое время возглавил Коновалов. После битвы за Москву завод вернулся в Люблино и возобновил ремонт железнодорожной техники, а также занялся оснащением бронепоездов и производством снарядов для реактивных миномётов БМ-13 «Катюша». Деятельность Коновалова на посту начальника завода была отмечена тремя орденами, включая орден Ленина.
По окончании войны завод вернулся к гражданскому производству и начал модернизацию вместе с внедрение на железных дорогах СССР тепловозной и электрической тяги. Пятилетний план 1951—1955 годов был выполнен досрочно. 1 августа 1959 года указом Президиума Верховного Совета СССР за выдающиеся успехи, достигнутые в деле развития железнодорожного транспорта, Коновалову было присвоено звание Героя Социалистического Труда.
В 1967 году Коновалов оставил должность начальника завода и перешёл на работу в Министерство путей сообщения.
Скончался 13 ноября 1994 года. Похоронен в Москве на Люблинском кладбище.

## Награды
- Герой Социалистического Труда (1959)[2]
- Орден Ленина (1944, 1959)[2]
- Орден Отечественной войны I степени (1945)[2]
- Орден «Знак Почёта» (1941, 1971)[2]
- медали